# Pandanus parvicentralis
Espèce
Statut de conservation UICN

 DD  : Données insuffisantes
Pandanus parvicentralis est une espèce de plantes de la famille des Pandanacées.